# Pastel de ángel (Postre británico)
El pastel de ángel es un tipo de pastel de capas que se originó en el Reino Unido, y se hizo popular por primera vez a finales del siglo XIX.
Elaborado con mantequilla, azúcar en polvo, huevos, extracto de vainilla, harina con levadura, polvo gasificante y colorante alimentario rojo y amarillo, consta de dos o tres capas de pastel de mantequilla dulce que a menudo son de color blanco, rosa y amarillo. Tradicionalmente se cubre con una fina capa de glaseado blanco. Para servir se suelen cortar barras largas o pequeñas rodajas rectangulares.